# 冯庆
冯庆（？—673年），字贞菘，唐朝冀州下博縣（今河北省衡水市深州市）人，出自长乐冯氏，北燕文成帝冯跋苗裔。

## 生平
冯庆在唐高宗时官至文林郎（文官第二十八阶，从九品上）。咸亨四年（673年）五月，冯庆在庄第去世，下葬下博野北三十里祖父茔内。武周久视元年岁在庚子（700年）十月二十日，改葬於冀州城西，与夫人冯氏合葬在平原。王博为他作墓志铭。

## 家族

### 曾祖
- 冯，北齐威州、檀州二州刺史。

### 祖父
- 冯长，隋朝平州卢龙县令。

### 父
- 冯才，唐初深州录事参军。